# Proteinfärbung
Eine Proteinfärbung umfasst biochemische Methoden zur Färbung von Proteinen. Sie ist eine Methode zur Proteincharakterisierung.

## Eigenschaften
Eine Proteinfärbung erfolgt durch eine Bindung eines Chromophors. Die Bindung kann dabei über ionische, polare und Van-der-Waals-Wechselwirkungen, Wasserstoffbrückenbindungen, Disulfidbrücken, hydrophobe Effekte oder kovalent erfolgen.
Durch Photometrie kann die Proteinkonzentration z. B. per Bradford-Test, per Lowry-Test, per Biuretreaktion, per BCA-Test oder bei höheren Proteinkonzentrationen auch durch die Absorption der Peptidbindung ermittelt werden, wobei jede Methode eigene Störsubstanzen besitzt, die bei Vorhandensein eine Verwendung dieser Methode ausschließen. Bei ein- oder zweidimensional getrennten Proteinen wie im SDS-PAGE oder im Western Blot wird meistens eine Fotografie oder ein Densitogramm angefertigt.

### Nichtkovalente Proteinfarbstoffe
Verschiedene Farbstoffe binden bevorzugt Proteine in nichtkovalenter Weise, z. B. Coomassie-Brillant-Blau, Silberfärbung, Fast Green FCF, Amidoschwarz oder Ponceau S. Saure Proteine können mit Stains-all angefärbt werden.
Als Fluoreszenzfarbstoff werden z. B. Nilrot, Brilliant Sulfaflavin, 8-Anilinonaphthalin-1-sulfonsäure (8-ANS), Scopoletin, RuBPS, Iridium-Komplexe, Trichlorethanol (reagiert kovalent mit Tryptophanen nach UV-Bestrahlung), SYPRO Orange, SYPRO Red, SYPRO Ruby, SYPRO Tangerine, Flamingo, Krypton, Coomassie Fluor Orange, Lucy 506, Lucy 565, Lucy 569 oder Epicocconon (Lightning Fast, Deep Purple Stain) verwendet. Phosphoproteine können mit Calcon angefärbt werden.

### Immunfärbung
Durch eine Bindung eines Antikörpers kann ein Protein indirekt angefärbt werden.

### Kovalente Proteinfarbstoffe
Typische modifizierbare Gruppen in Proteinen sind z. B. Amine (in Lysin und Arginin), Sulfhydryle (Cystein) oder Phenole (Tyrosin). Amine werden unter anderem mit Dabsylchlorid, FITC, TRITC oder DABITC markiert.

## Anwendungen
Proteinfarbstoffe werden in der Biochemie zur Proteincharakterisierung eingesetzt. In der Textilindustrie werden zum Färben proteinbasierter Textilien wie Wolle oder Seide meistens kovalent bindende Proteinfarbstoffe verwendet, da sie in Waschmaschinen und bei der chemischen Reinigung langsamer ausgewaschen werden.